# Braune Rucksackschnecke
Die Braune Rucksackschnecke (Testacella maugei) ist eine Raubschnecke aus der Familie und Gattung der Rucksackschnecken (Testacella und Testacellidae) aus der Unterordnung der Landlungenschnecken (Stylommatophora). Auf Grund ihres rudimentären Gehäuses wird sie zu den „Halbnacktschnecken“ gezählt.

## Merkmale
Das Gehäuse ist sehr klein und sitzt als Rudiment auf der Schwanzspitze des Tieres. In den ersten Juvenilstadien kann sich das Tier noch in das Gehäuse zurückziehen. Dann bleibt das Wachstum des Gehäuses gegenüber dem Wachstum des Weichkörpers stark zurück und das adulte Tier wird zur „Halbnacktschnecke“, das sich nicht mehr in das Gehäuse zurückziehen kann. Das Gehäuse ist länglich und annähernd parallelseitig. Es misst 12 bis 16 mm in der Länge und 6 bis 7 mm in der Breite. Es hat eine gelblich-bräunliche Färbung und weist deutliche Anwachsstreifung auf. Der Weichkörper ist braun, an der Oberseite schwarz gesprenkelt und mit einer Runzel versehen. Er ist im Adultstadium ausgestreckt etwa 6 bis 10 cm lang und etwa 1 cm dick. Die Fußsohle und der Fußsaum sind etwas heller, häufig leicht rosa oder schwach orangefarben. Etwa 5 mm vom Mantel entfernt, d. h. nahe dem Hinterende, beginnt auf beiden Seiten je eine Furche (Seitenfurche).

## Lebensweise, Vorkommen und Verbreitung
Die Art kommt bevorzugt im Kulturland vor, z. B. Gärten und Parks. Sie ernährt sich wie die anderen Arten der Rucksackschnecken räuberisch von Regenwürmern. Die Schnecke ist nachtaktiv und versteckt sich tagsüber in Erdröhren und unter Steinen. Das Verbreitungsgebiet erstreckt sich von Nordmarokko über die westliche Iberische Halbinsel, Westfrankreich (Bretagne), die Kanalinseln bis in den Süden der Britischen Inseln. Sie kommt auch auf Madeira und den Azoren vor.